# Renato Pirocchi
Renato Pirocchi, né le 23 juin 1933 à Notaresco (Abruzzes) et mort le 29 juillet 2002 à Chieti, est un ancien pilote automobile italien.

## Biographie
Renato Pirocchi débuta la compétition automobile en 1954, sur des voitures de sport de petite cylindrée, avant de passer à la Formule Junior en 1959. Il devint champion d'italie de la catégorie en 1960, au volant d'une Stanguellini. En 1961, il fait ses débuts en Formule 1 au Grand Prix de Syracuse, sur une ancienne Cooper T45 à moteur Climax du Pescara Racing Club ; qualifié en fond de grille, il ne parcourt pas une distance suffisante pour être classé. Sur cette voiture, il tente également sa chance au Grand Prix de Naples, mais ne parvient pas à se qualifier. Utilisant ensuite une Cooper T51 à moteur Maserati, il échoue de même au Grand Prix de Modène. Il parvient cependant à se qualifier au Grand Prix d'Italie, à Monza, terminant douzième et dernier classé de la course. Ce sera sa seule participation en championnat du monde. Il raccrochera son casque après avoir participé à la saison 1962 de Formule Junior.